# Park Narodowy Shivapuri
Park Narodowy Shivapuri (ang. Shivapuri National Park) – park narodowy Azji położony 12 km na północ od Katmandu.
Zapewnia Katmandu ponad 40% wody pitnej.
W parku występuje wiele gatunków grzybów, około 150 gatunków motyli, w tym wiele rzadkich i endemicznych, 9 rzadkich i zagrożonych gatunków ptaków i 19 gatunków ssaków.
Popularny cel pieszych i rowerowych, zwykle jednodniowych, wycieczek z Katmandu.